# 苯甲酰碘
苯甲酰碘是苯甲酸的酰碘，化学式 C6H5COI。

## 制备
苯甲酰碘可以由苯甲酰氯和碘化钾或碘化钠反应而成。

## 性质
苯甲酰碘是一种油状液体，熔点3 °C。